# Parafia Niepokalanego Poczęcia Najświętszej Maryi Panny w Nehrybce
Parafia Niepokalanego Poczęcia Najświętszej Maryi Panny w Nehrybce – parafia rzymskokatolicka znajdująca się w archidiecezji przemyskiej w dekanacie Przemyśl I. 

## Historia
Nehrybka była wzmiankowana już w 1389 roku jako Nehrzebka. W XVI wieku wzmiankowano cerkiew, a w 1885 roku zbudowano murowaną cerkiew. Po wysiedleniu miejscowych grekokatolików, do Nehrybki przybyli polscy repatrianci z terenu mościckiego i dobromilskiego oraz sybiracy. 
19 maja 1946 roku dekretem bpa Franciszka Bardy została utworzona ekspozytura, z wydzielonego terytorium parafii Pikulice. 
W skład ówczesnej parafii weszły Nehrybka, Łuczyce i Sielec, a pierwszym ekspozytem został dziekan mościcki ks. Józef Grygiel. Na kościół parafialny zaadaptowano dawną cerkiew.
W latach 1977–1981 zmieniono nazwę wsi na Podgrodzie i w tym czasie była parafia Podgrodzie.
Na terenie parafii jest 992 wiernych, mieszkających w Nehrybce i Przemyślu (ul. Obozowa i Juliusza Słowackiego - nr 126).
Proboszczowie parafii:
1946–1950. ks. Józef Grygiel (ekspozyt).
1950–1968. ks. Stanisław Pyrkosz (ekspozyt).
1968–1971. ks. dr Zdzisław Majcher.
1971–1972. ks. Stanisław Stęchły.
1972–2004. ks. prał. Stanisław Tomaszek.
2004–2011. ks. dr Wojciech Pac.
2013– nadal ks. Andrzej Pawlik.